# Urania Observatoriet
Urania Observatoriet er beliggende i Golfparken i Aalborg, dog med adresse på Borgm. Jørgensens Vej. Det blev indviet i april 1988 og drives af Nordjysk Astronomisk Forening for Amatører (NAFA). Observatoriet indeholder den største offentligt tilgængelige linsekikkert i Danmark på 25cm i diameter som er fra 1897, hvilket medvirker til at gøre det til et velbesøgt udflugtsmål. Når der er godt vejr kan gæsterne i observatoriet kigge i teleskopet med hjælp fra frivillige fremvisere. Observatoriet har åbent om onsdagen i vinterhalvåret i det omfang der er frivillige fremvisere til rådighed. Åbningstider kan ses på NAFAs hjemmeside. 
Lige op ad observatoriet findes planetstien.

## Ekstern henvisning
- Nordjysk Astronomisk Forening for Amatører

57°01′43.3″N 09°56′56.2″Ø / 57.028694°N 9.948944°Ø